# Tour de San Giovanni
La tour de San Giovanni (en italien : Torre di San Giovanni) est une tour de guet et de défense située sur l'île d'Elbe dans la commune de Campo nell'Elba, dans la province de Livourne en Toscane.
La tour est proche de l'église paroissiale de San Giovanni, d'où elle tire son nom, et occupe une position stratégique sur un éperon de granodiorite.

## Histoire
Elle a vraisemblablement été construite au XIe siècle par la république de Pise pour la défense de son territoire, à travers le contrôle du trafic maritime autour du canal de Piombino ; plus tard, la structure défensive passa à la Principauté de Piombino. La tour, comme d'habitude pour ce type de défense, était visuellement reliée à la forteresse de Volterraio. La tour, bien que endommagée au fil des siècles, continue de dominer le golfe de Campo nell'Elba. En 1995, elle a été restaurée par la Soprintendenze des monuments de Pise, avec des interventions qui ont suturé certaines blessures causées par un mouvement soudain du rocher sur lequel se dresse le bâtiment.
Appelée Tora au XVIe siècle, elle fut plus tard appelée Torre della regina Elba ou, plus simplement, Torre della Regina et des légendes populaires imaginatives y étaient liées, selon lesquelles il s'agissait d'une prison datant de l'époque romaine. Giuseppe Ninci écrivait en 1815 : « La solidité de ses murs, l'étroitesse de ses pièces, l'extrême difficulté de son accès l'annoncent comme une de ces terribles prisons dans lesquelles ces malheureux qui, exilés de leur patrie, souffraient pendant de plus en plus d'années, furent déportés vers les îles, comme ce fut le cas d'Agrippa Postumus, troisième fils d'Agrippa et de Julia, fille d'Auguste, et à Sénèque le philosophe ; le premier lié la septième année du Christ à Pianosa sur ordre de son oncle ; la seconde en Corse en l'an 42 sur ordre de l'empereur Caligula. »

## Galerie

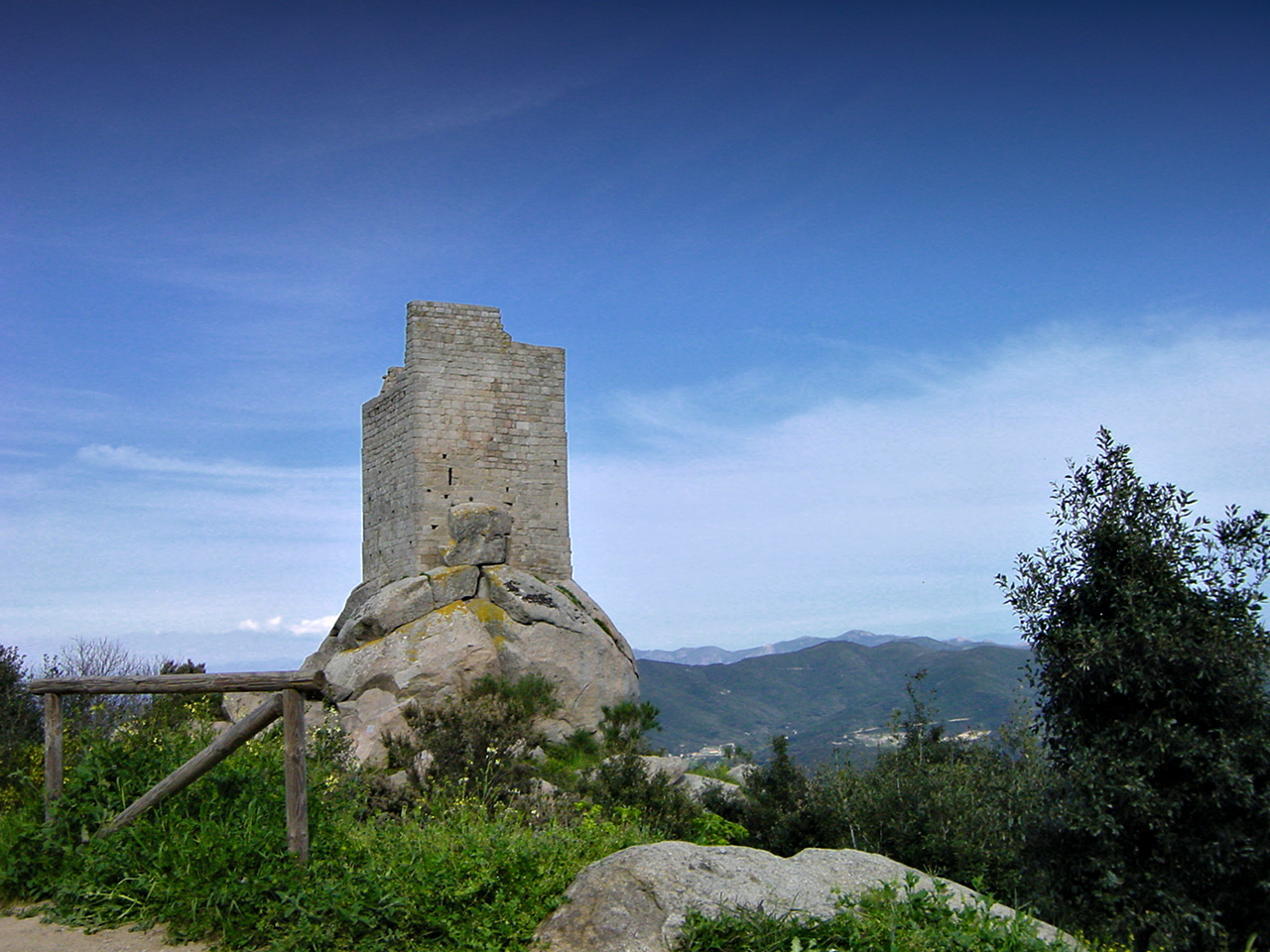
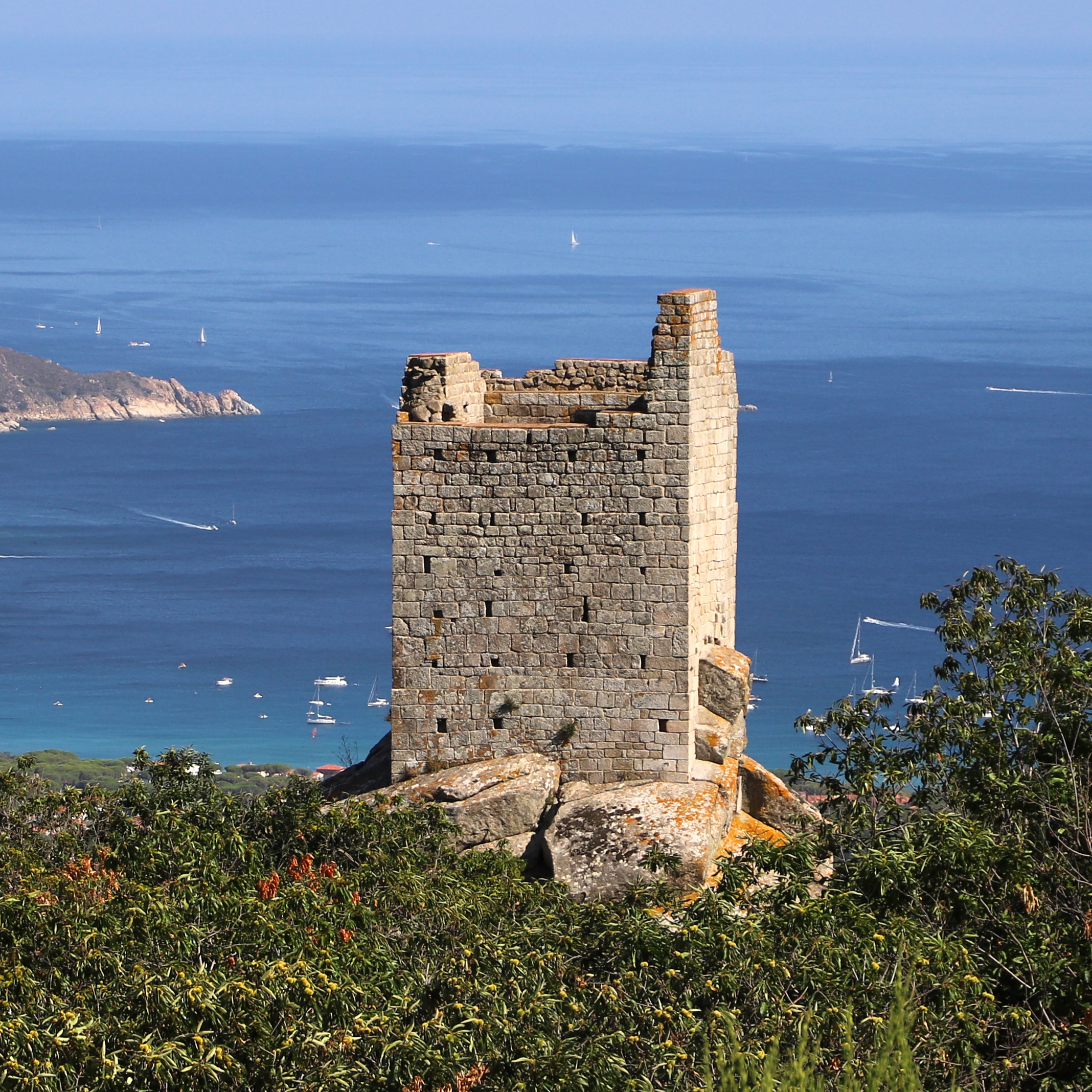